# Saulxures-sur-Moselotte
Saulxures-sur-Moselotte är en kommun i departementet Vosges i regionen Grand Est (tidigare regionen Lorraine) i nordöstra Frankrike. Kommunen ligger i kantonen Saulxures-sur-Moselotte som tillhör arrondissementet Épinal. År 2022 hade Saulxures-sur-Moselotte 2 537 invånare.

## Befolkningsutveckling
Antalet invånare i kommunen Saulxures-sur-Moselotte
| Referens: INSEE |